# Горин, Николай Кузьмич
Николай Кузьмич Горин (8 декабря 1925, Романовский район, Алтайский край — 16 января 2005, Тогучин, Новосибирская область) — советский воин-артиллерист в Великой Отечественной войне, Герой Советского Союза (27.02.1945). Гвардии старший сержант Советской Армии.

## Биография
Николай Горин родился 18 декабря 1925 года в селе Гилёв-Лог (ныне — Романовский район Алтайского края) в крестьянской семье. В 1937 году вместе с семьёй переехал в Новосибирск, а в начале 1941 года — в город Миасс Челябинской области, где окончил неполную среднюю школу и Миасское ремесленное училище № 10, после чего работал слесарем на заводе «Динамо». 
В январе 1943 года Горин был призван на службу в Рабоче-крестьянскую Красную Армию Миасским городским военкоматом. Служил в 47-м учебном снайперском полку и в 4-м запасном стрелковом полку. 
С августа того же года — на фронтах Великой Отечественной войны. В составе отдельного истребительно-противотанкового дивизиона 11-й мотострелковой бригады 5-й танковой армии участвовал в освобождении Украинской ССР (Белгородско-Харьковская и Нижнеднепровская наступательные операции). 29 декабря 1943 года был ранен под городом Кривой Рог, лечился в госпитале в Кременчуге. После выздоровления направлен наводчиком орудия моторизованного батальона автоматчиков 50-й гвардейской танковой бригады (9-го гвардейского танкового корпуса, 2-й гвардейской танковой армии. Участвовал в Белорусской наступательной операции и в сентябрьских боях 1944 года за Прагу (предместье Варшавы).
В январе 1945 года наводчиком 76-мм орудия моторизованного батальона автоматчиков 50-й гвардейской танковой бригады (9-го гвардейского танкового корпуса, 2-й гвардейской танковой армии, 1-го Белорусского фронта) гвардии младший сержант Николай Горин особо отличился во время Висло-Одерской операции.
18 января 1945 года Горин принял активное участие в освобождении города Сохачева, уничтожив переправу противника через Вислу, по которой тот должен был отступить. Когда немецкие части были выбиты из города и устремились к переправе, расчёт Горина вступил с ними в бой. В бою погибли командир орудия и подносчик. Вместе с заряжающим Горин открыл огонь по противнику, уничтожив около 120 вражеских солдат и офицеров, сумев продержаться до подхода танков. 22 января 1945 года в ходе боёв за освобождение Быдгоща орудие Горина с группой из трёх танков было направлено в разведку с целью нахождения путей обхода немецкой обороны. При выполнении задания группа попала в засаду. Все три танка были уничтожены, и расчёт Горина остался в одиночестве. В бою погибли все бойцы расчёта. Когда кончились снаряды, Горин вёл автоматный огонь, а затем, когда кончились и патроны, попытался подорвать себя гранатой, однако в тот момент подошло подкрепление, которое разгромило вражескую засаду.
Указом Президиума Верховного Совета СССР от 27 февраля 1945 года за «образцовое выполнение боевых заданий командования на фронте борьбы с немецкими захватчиками и проявленные при этом отвагу и геройство» гвардии младший сержант Николай Горин был удостоен высокого звания Героя Советского Союза с вручением ордена Ленина и медали «Золотая Звезда» за номером 5752.
В дальнейшем участвовал в Восточно-Померанской и Берлинской операциях. После окончания войны продолжил службу в Советской Армии. В 1948 году вступил в ВКП(б). До декабря 1946 года командовал расчетом орудия в той же бригаде. В 1948 году окончио школу артиллерийской инструментальной разведки. С апреля 1948 по  февраль 1949 года — вновь командир артиллерийского расчета в 713-м артиллерийском полку. Затем направлен учиться в Тамбовское артиллерийское училище, но в марте 1950 года старший сержант Н. К. Горин был уволен в запас по состоянию здоровья (последствия фронтового ранения). 
Вернулся в Миасс, работал слесарем-инструментальщиком на Уральском автомобильном заводе. Затем несколько лет жил и работал в городе Киселёвске Кемеровской области. В 1959 году переехал в город Тогучин Новосибирской области, где работал слесарем-инструментальщиком на ремонтном заводе,  маляром в ремстройуправлении, печником в горкомхозе, маляром на фабрике бытового обслуживания и  художником-оформителем на заводе аккумуляторных станций. Умер 16 января 2005 года, похоронен на Левобережном кладбище в Тогучине.

## Награды
- Герой Советского Союза (27.02.1945)
- Орден Ленина (27.02.1945)
- Орден Отечественной войны 1-й степени (11.03.1985)
- Два ордена Красной Звезды (12.08.1944, 15.05.1945)
- Орден Славы 3-й степени (28.03.1945)
- Медаль «За отвагу» (23.06.1944)
- Другие медали[2].

## Память
Имя Горина увековечено на барнаульском Мемориале Славы, Монументе Славы Новосибирска и тогучинском мемориале войнам-землякам.
В мае 2011 года принято решение о присвоении одной из новых улиц города Тогучина имени Николая Горина.